# Goniurosaurus catbaensis
Goniurosaurus catbaensis — вид геконоподібних ящірок родини еублефарових (Eublepharidae). Ендемік В'єтнаму.

## Поширення і екологія
Goniurosaurus catbaensis є ендеміками острова Катба, розташований в бухті Халонг на північному сході Тонкінської затоки. Вони живуть у вологих тропічних лісах, серед вапнякових скель і карстових печер.

## Збереження
МСОП класифікує цей вид як такий, що перебуває під загрозою зникнення. Goniurosaurus catbaensis загрожує знищення природного середовища.